# Argentina en los Juegos Olímpicos de Turín 2006
La participación de Argentina en los Juegos Olímpicos de Turín 2006 fue la 16.ª presentación oficial organizada por el Comité Olímpico Argentino. 
La delegación presentó 9 deportistas, de los cuales 4 fueron mujeres y 5 hombres, para participar en cinco deportes (Biatlón, Esquí acrobático, Esquí alpino, Esquí de fondo y Luge).
Los abanderados de la delegación argentina fueron los esquiadores María Belén Simari Birkner, en la ceremonia de apertura, y Clyde Getty, en la de clausura.

## Deportes
De los 15 deportes que el COI reconoce en los Juegos Olímpicos de invierno, se contó con representación argentina en 5 deportes (en bobsleigh, curling, combinado nórdico, hockey sobre hielo, patinaje artístico, patinaje de velocidad, patinaje de velocidad en pista corta, saltos en esquí, skeleton y snowboard no se obtuvo la clasificación).
| N.º | Deporte          | Mujeres | Hombres | TOTAL |
| --- | ---------------- | ------- | ------- | ----- |
| 1   | Biatlón          | 1       | —       | 1     |
| 2   | Esquí acrobático | 1       | —       | 1     |
| 3   | Esquí alpino     | 2       | 3       | 5     |
| 4   | Esquí de fondo   | 1       | —       | 1     |
| 5   | Luge             | —       | 1       | 1     |
|     | TOTAL            | 5       | 4       | 9     |

## Deportistas
9 deportistas argentinos participaron en los Juegos Olímpicos de Turín 2006 en 5 deportes (13 competiciones en total).
| Nombre                         | Competición      | Fecha            | Marca            | Puesto           | Ref.  |
| ------------------------------ | ---------------- | ---------------- | ---------------- | ---------------- | ----- |
| Biatlón                        | Biatlón          | Biatlón          | Biatlón          | Biatlón          | [ 1 ] |
| Sebastián Beltrame             | 20 km ind.       | 11 de febrero    | 60:24,3          | 88               |       |
| Sebastián Beltrame             | 10 km ind.       | 14 de febrero    | 33:32,4          | 85               |       |
| Esquí acrobático               | Esquí acrobático | Esquí acrobático | Esquí acrobático | Esquí acrobático | [ 2 ] |
| Clyde Getty                    | Aerial           | 15 de febrero    | 79,88 pts.       | 28               |       |
| Esquí alpino                   | Esquí alpino     | Esquí alpino     | Esquí alpino     | Esquí alpino     | [ 3 ] |
| Facundo Aguirre                | Eslalon gigante  | 20 de febrero    | —                | NF               |       |
| Cristian Javier Simari Birkner | Combinada        | 14 de febrero    | 1:43.93          | 28               |       |
| Cristian Javier Simari Birkner | Eslalon gigante  | 20 de febrero    | 1:22.37          | 23               |       |
| Cristian Javier Simari Birkner | Eslalon          | 25 de febrero    | —                | NF               |       |
| Macarena Simari Birkner        | Combinada        | 17-18 de febrero | 3:02.66          | 26               |       |
| Macarena Simari Birkner        | Super G          | 20 de febrero    | —                | NF               |       |
| Macarena Simari Birkner        | Eslalon          | 22 de febrero    | 1:37.07          | 36               |       |
| Macarena Simari Birkner        | Eslalon gigante  | 24 de febrero    | 2:19.43          | 31               |       |
| María Belén Simari Birkner     | Combinada        | 17-18 de febrero | 3:05.35          | 29               |       |
| María Belén Simari Birkner     | Super G          | 20 de febrero    | 1:38.02          | 47               |       |
| María Belén Simari Birkner     | Eslalon          | 22 de febrero    | 1:37.61          | 37               |       |
| María Belén Simari Birkner     | Eslalon gigante  | 24 de febrero    | —                | NF               |       |
| Macarena Simari Birkner        | Descenso         | 15 de febrero    | 2:07.42          | 39               |       |
| Macarena Simari Birkner        | Combinada        | 17-18 de febrero | —                | NP               |       |
| Esquí de fondo                 | Esquí de fondo   | Esquí de fondo   | Esquí de fondo   | Esquí de fondo   | [ 4 ] |
| Martin Bianchi                 | 15 km ind.       | 17 de febrero    | 49:08.0          | 86               |       |
| Luge                           | Luge             | Luge             | Luge             | Luge             | [ 5 ] |
| Michelle Despain               | Ind. Femenino    | 13-14 de febrero | 3:27.141         | 24               |       |

- NF – no finalizó
- NP – no participó